# メルセデス・ベンツ・190E/C1
メルセデス・ベンツ・190E/C1はメルセデス・ベンツが1993年のドイツツーリングカー選手権(DTM)参戦用に開発、製作したレーシングカーである。

## 開発、製作までの経緯

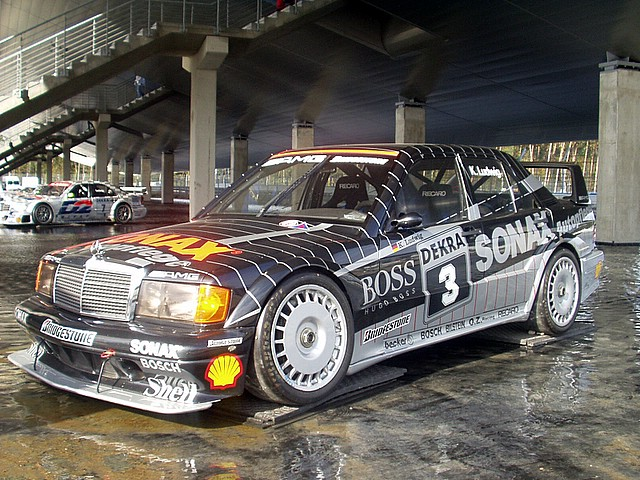
メルセデス・ベンツ・190E2.5-16エボリューションII

メルセデスベンツは1986年から190EでDTMに本格参戦を開始。1991年に初めてマニュファクチャラータイトルを獲得し、1992年にはドライバー、マニュファクチャラーの二冠を獲得した。メルセデスは1993年シーズンからCクラスをベースとしたクラス1マシンをDTMで使用する予定でいた。しかし、1992年シーズン途中でアウディが撤退、シーズン終了後にはBMWもDTMからの撤退を決めた。主要エントラントの撤退によって1993年のDTMが開催中止になる可能性があったため、メルセデスはDTM仕様のCクラスの開発を凍結した。その後、1992年にDTMへの参戦計画を明らかにしていたアルファロメオが参戦を発表し、メルセデスも参戦継続を決めた。だが、Cクラスの開発は1993年シーズンには間に合わず、メルセデスは1992年まで使用していた190E2.5-16エボリューションIIをクラス1仕様にモディファイした190E/C1で1993年シーズンを戦うことになった。

## メカニズム
190E/C1は主に190E2.5-16エボリューションIIの空力をクラス1仕様にモディファイしたマシンである。クラス1レギュレーションではフロントハブより下のみ空力のモディファイが認められており190E/C1もこの部分に空力的改良を行ったほか、190E2.5-16エボリューションIIのリヤスポイラーを廃しリヤウイングを装備している。この空力モディファイによって車幅は190E2.5-16エボリューションIIから51mm拡大した。
エンジンは190E2.5-16エボリューションIIと同じM102E25/2だが、マスの集中化のため搭載位置をマシン中央部に寄せ、アルファロメオとは異なり予選用エンジンも用意された。
ABS、ステアリング、ブレーキのパワーアシスト、エアバッグが装備されたステアリングなどは190E2.5-16エボリューションIIから引き継いでいる。
メルセデスはトラクションコントロールシステムをノンタイトル戦のドニントンでシュナイダー車に装備し第1レースで4位、第2レースで3位に入賞した。当時のF1ではエンジンのカットオフによって駆動力を制御するのが一般的であったが、メルセデスはブレーキとトランスミッションで190E/C1の駆動力を制御していた。またシーズン中、ライドハイトコントロール(メルセデスはアクティブ・ボディ・コントロール(ABC)と呼称していた)をシュナイダーをテストドライバーとして開発し、第7戦ディープホルツでシュナイダー車で実戦投入した。シュナイダーは同レースでポールポジションを獲得、第1レースで2位に入った。

## 戦績
1993年、190E/C1はAMGの4名、ザクスピードの2名のドライバーが使用した。
190E/C1は開幕戦ゾルダーでデビューした。第1戦ではクラウス・ルドヴィック、ベルント・シュナイダーのみが使用した。第2戦ホッケンハイムではアルファロメオのタイヤトラブルにも助けられてシュナイダーが第1レース、第2レースとも優勝し190E/C1に初勝利をもたらした。シーズン中盤にはルドヴィック、シュナイダー以外のドライバーにも190E/C1が用意されるようになり、190E/C1はシーズン7勝(他にルドヴィックが190E2.5-16エボリューションIIで1勝)を挙げたがクラス1仕様車として開発、製作されたアルファロメオ・155 V6 TIには敵わずドライバー、マニュファクチャラーともアルファロメオにタイトルを奪われることになった。メルセデス勢では3勝を挙げた ローランド・アッシュがランキング2位、同じく3勝のシュナイダーが3位。前年度チャンピオンのルドヴィックは1勝を挙げ4位だった。
1994年にはプライベーターが190E/C1を使用した。